# Brachydemia hedickei
Brachydemia hedickei är en tvåvingeart som först beskrevs av Paramonov 1930.  Brachydemia hedickei ingår i släktet Brachydemia och familjen svävflugor. Inga underarter finns listade i Catalogue of Life.